# La Flotte

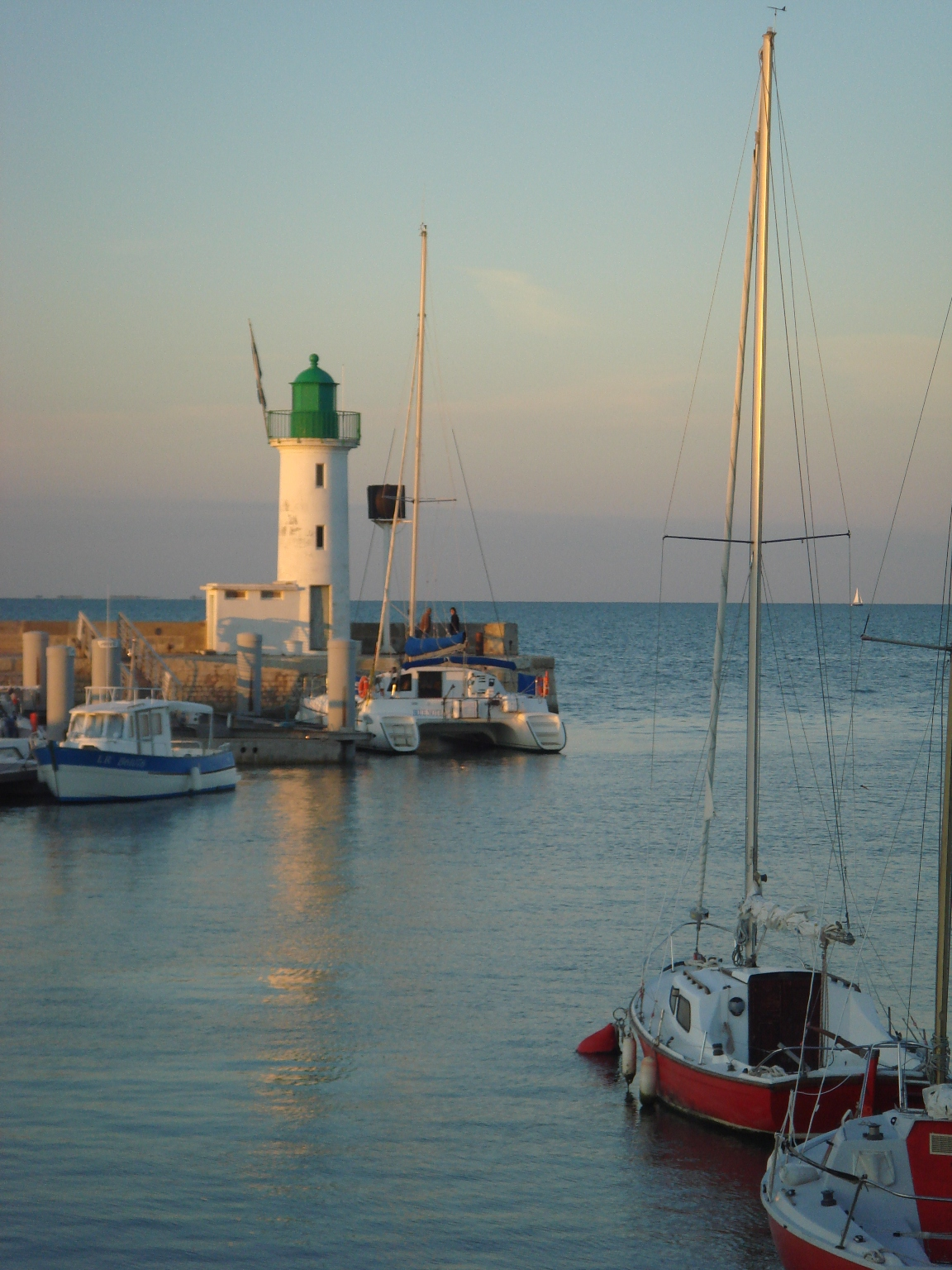
Entrance to the harbour

La Flotte là một xã trong tỉnh Charente-Maritime trong vùng Nouvelle-Aquitaine, tây nam nước Pháp. Xã La Flotte nằm ở khu vực có độ cao trung bình 8 mét trên mực nước biển. Xã này nằm trên Île de Ré.